# Stenocereus fricii
Stenocereus fricii är en kaktusväxtart som beskrevs av Sánchez-mej. Stenocereus fricii ingår i släktet Stenocereus och familjen kaktusväxter. Inga underarter finns listade i Catalogue of Life.